# Hengqin Dao
Hengqin Dao (kinesiska: 横琴岛) är en ö i Kina. Den ligger i provinsen Guangdong, i den södra delen av landet, omkring 120 kilometer söder om provinshuvudstaden Guangzhou. Arean är 18,0 kvadratkilometer. Den sträcker sig 11,1 kilometer i nord-sydlig riktning, och 13,0 kilometer i öst-västlig riktning.
Genomsnittlig årsnederbörd är 2 326 millimeter. Den regnigaste månaden är maj, med i genomsnitt 472 mm nederbörd, och den torraste är januari, med 25 mm nederbörd.